# Coventry (Vermont)
Coventry és una població dels Estats Units a l'estat de Vermont. Segons el cens del 2000 tenia 1.014 habitants.

## Demografia
Segons el cens del 2000, Coventry tenia 1.014 habitants, 379 habitatges, i 286 famílies. La densitat de població era de 14,3 habitants per km².
Dels 379 habitatges en un 35,4% hi vivien nens de menys de 18 anys, en un 57,3% hi vivien parelles casades, en un 11,6% dones solteres, i en un 24,3% no eren unitats familiars. En el 17,2% dels habitatges hi vivien persones soles el 5% de les quals corresponia a persones de 65 anys o més que vivien soles. El nombre mitjà de persones vivint en cada habitatge era de 2,68 i el nombre mitjà de persones que vivien en cada família era de 2,96.
Per edats la població es repartia de la següent manera: un 26,8% tenia menys de 18 anys, un 8,7% entre 18 i 24, un 29,1% entre 25 i 44, un 25,9% de 45 a 60 i un 9,5% 65 anys o més.
L'edat mediana era de 36 anys. Per cada 100 dones de 18 o més anys hi havia 96,3 homes.
La renda mediana per habitatge era de 33.487 $ i la renda mediana per família de 37.500 $. Els homes tenien una renda mediana de 26.528 $ mentre que les dones 18.250 $. La renda per capita de la població era de 13.788 $. Entorn de l'11,9% de les famílies i el 17,2% de la població estaven per davall del llindar de pobresa.